# Sobieski (Minnesota)
Sobieski is een plaats (city) in de Amerikaanse staat Minnesota, en valt bestuurlijk gezien onder Morrison County.
Het huis Sobieski was een Poolse adellijke familie die een prominente rol gespeeld heeft in de Poolse geschiedenis. De keuze van deze naam voor deze plaats drukt het Pools-Amerikaanse element uit in de bevolking van de stad.

## Demografie
Bij de volkstelling in 2000 werd het aantal inwoners vastgesteld op 196.
In 2006 is het aantal inwoners door het United States Census Bureau geschat op 186, een daling van 10 (-5,1%).

## Geografie
Volgens het United States Census Bureau beslaat de plaats een oppervlakte van
10,8 km², geheel bestaande uit land.

## Plaatsen in de nabije omgeving
De onderstaande figuur toont nabijgelegen plaatsen in een straal van 16 km rond Sobieski.